# ولیکولنگرا
ولیکولنگرا (به انگلیسی: Vellikulangara) یک روستا در هند است که در کرالا واقع شده‌است.

## خصوصیات
ولیکولنگرا ۱۵٬۸۸۳ نفر جمعیت دارد.